# Liste deutscher Bezeichnungen venezolanischer Orte
Frühe mittelalterliche Ortsnamen in der Kolonie der Nürnberger Handelsfamilie Welser im Gebiet des heutigen Venezuela.

## B
- Bucht von Neu-Nürnberg: Bahia de Maracaibo

## K
- Klein-Venedig: Venezuela

## N
- Neu-Nürnberg: Maracaibo
- Neu-Augsburg: Coro